# Bao Shanju
Bao Shanju (3 de novembro de 1997) é uma desportista chinesa que compete no ciclismo na modalidade de pista. Participou nos Jogos Olímpicos de Verão de 2020, obtendo uma medalha de ouro na prova de velocidade por equipas (junto com Zhong Tianshi).

## Palmarés internacional
| Jogos Olímpicos | Jogos Olímpicos | Jogos Olímpicos | Jogos Olímpicos        |
| Ano             | Lugar           | Medalha         | Competição             |
| --------------- | --------------- | --------------- | ---------------------- |
| 2020            | Tóquio ( Japão) | Medalha de ouro | Velocidade por equipas |